# 克伦 (德国)
克伦（發音：[ˈkøːlən]）是德国下萨克森州库克斯港县曾经的一个市镇，面积26.72平方千米，2013年12月31日人口为937人。2015年1月1日，克伦与另外8个市镇合并为新市镇盖斯特兰。